# Адвокатовка

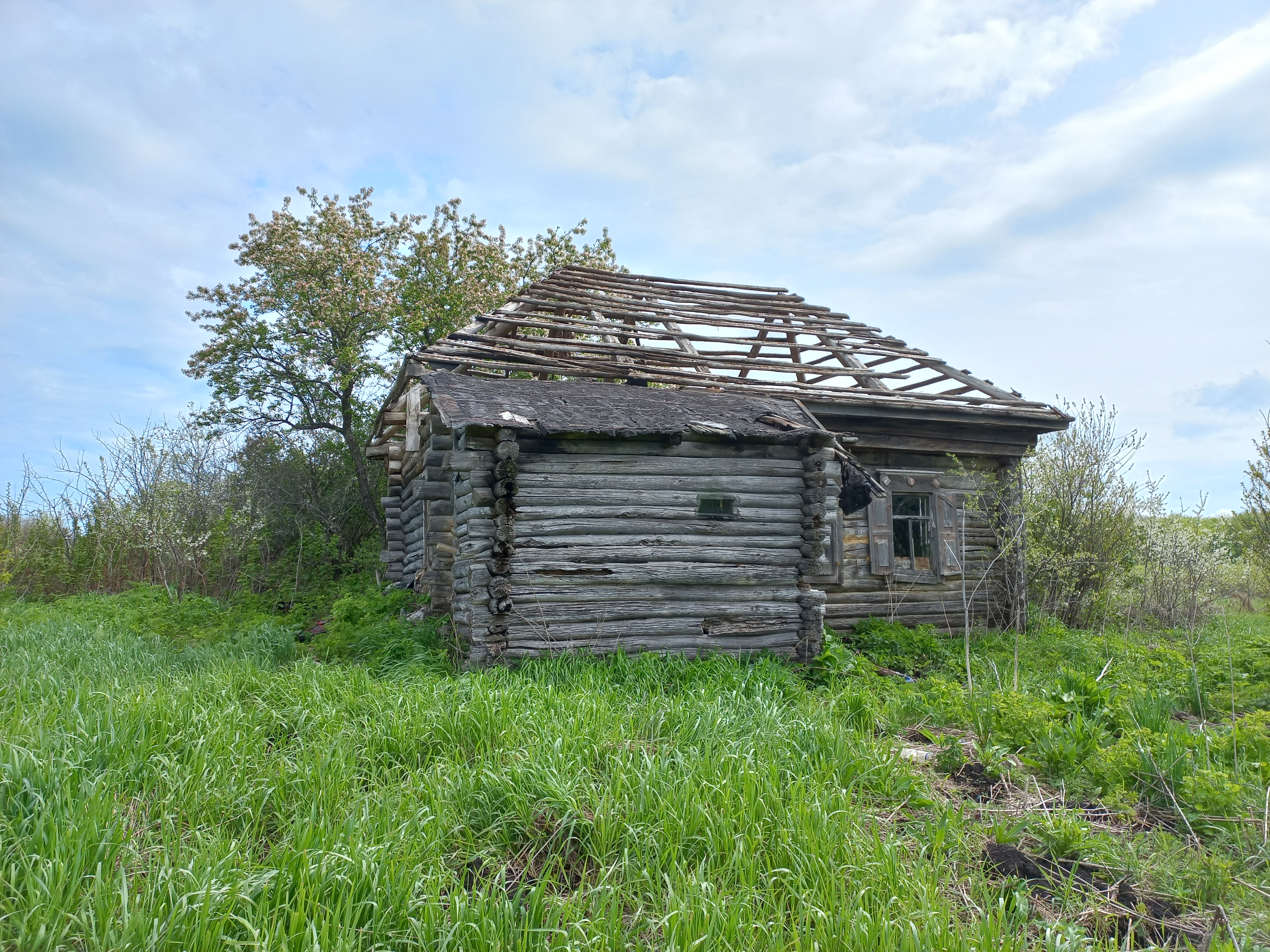
Адвокатовка в мае 2022 года

Адвокатовка (баш. Адвокатовка) — деревня в Кармаскалинском районе Республики Башкортостан Российской Федерации. Входит в состав Старобабичевского сельсовета.  

## История

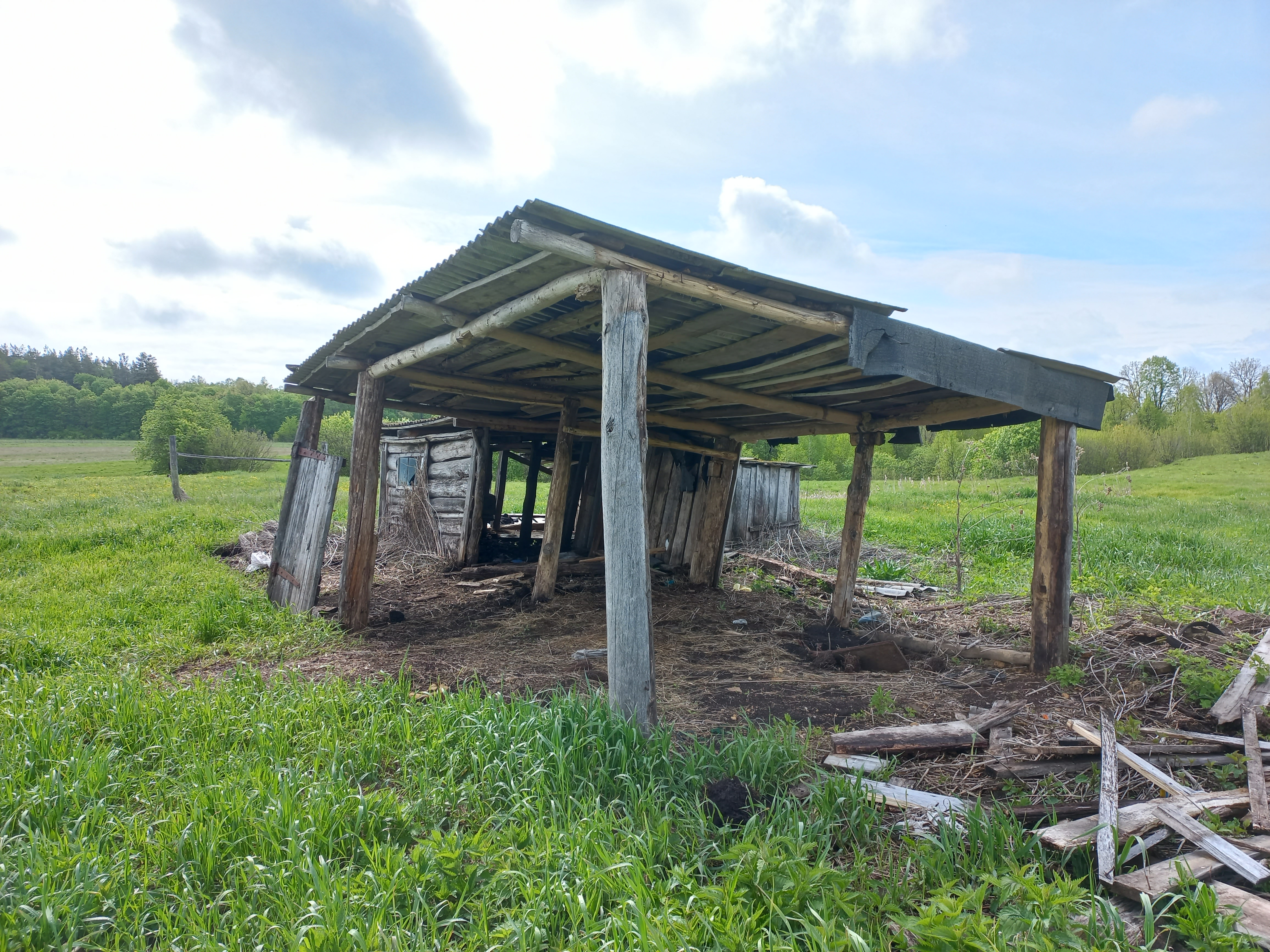
Развалины построек Адвокатовки в 2022 году

В 1886 г. мещанин города Стерлитамака канцелярский служитель Павел Максимович Верхотуров (бывший адвокат, отсюда и пошло название "Адвокатовка" с 1908 г., ранее "Верхотурский", "Никольское"), успешно представляющий интересы башкир в земельном споре с землевладельцем Осиповым, получает в аренду часть земли (лесной участок) сроком на 12 лет с обязательством со стороны башкир по истечении срока сдать ему землю вторично на такой же срок. С 1891 г. у Верхотурова арендуют землю переселенцы из пяти губерний, большей частью из Вятских и Уфимских крестьян. Всего под 21 двор арендовано 180 десятин земли. В 1897 г. переселенцы дополнительно арендуют у башкир 105 десятин пахотной земли. 
В 1903 г. было проведено размежевание земли по договору переселенцев с башкирами-вотчинниками, интересы которых представляли неграмотные Сафаргалий Абдуллин, Гилязиндин Шарафитдинов, Гайнитдин Фахритдинов, Нигаметулин Султамратов. За представителей расписался по их личной просьбе – отставной унтер-офицер Сингатула Гатаулин Бухарметлин. Договор скреплен 8 ноября 1903 г. за № 1843 уфимским нотариусом Борисом Никодимовичем Ляуданским в присутствии штабс-капитана Ивана Ковалева, коллежского секретаря Гусмана Ибрагимовича Идгулаева, коллежского канцеляра Евгения Ивановича Билярского. Среди переселенцев-основателей деревни Лобановы, Лоскутовы, Шалагины, Маркеловы, Шамриковы, Вылегжанины, Крупины, Дадоновы, Мельниковы, Гусевы, Лемятских, Кормушкины, Батухтины и другие.

## География

### Географическое положение
Расстояние до:
- районного центра (Кармаскалы): 29 км,
- центра сельсовета (Старобабичево): 7 км,
- ближайшей ж/д станции (Кабаково): 10 км.

## Население
| 2002 | 2009 | 2010 |
| ---- | ---- | ---- |
| 9    | ↘4   | →4   |

Национальный состав
Согласно переписи 2002 года, преобладающая национальность — башкиры (89 %).

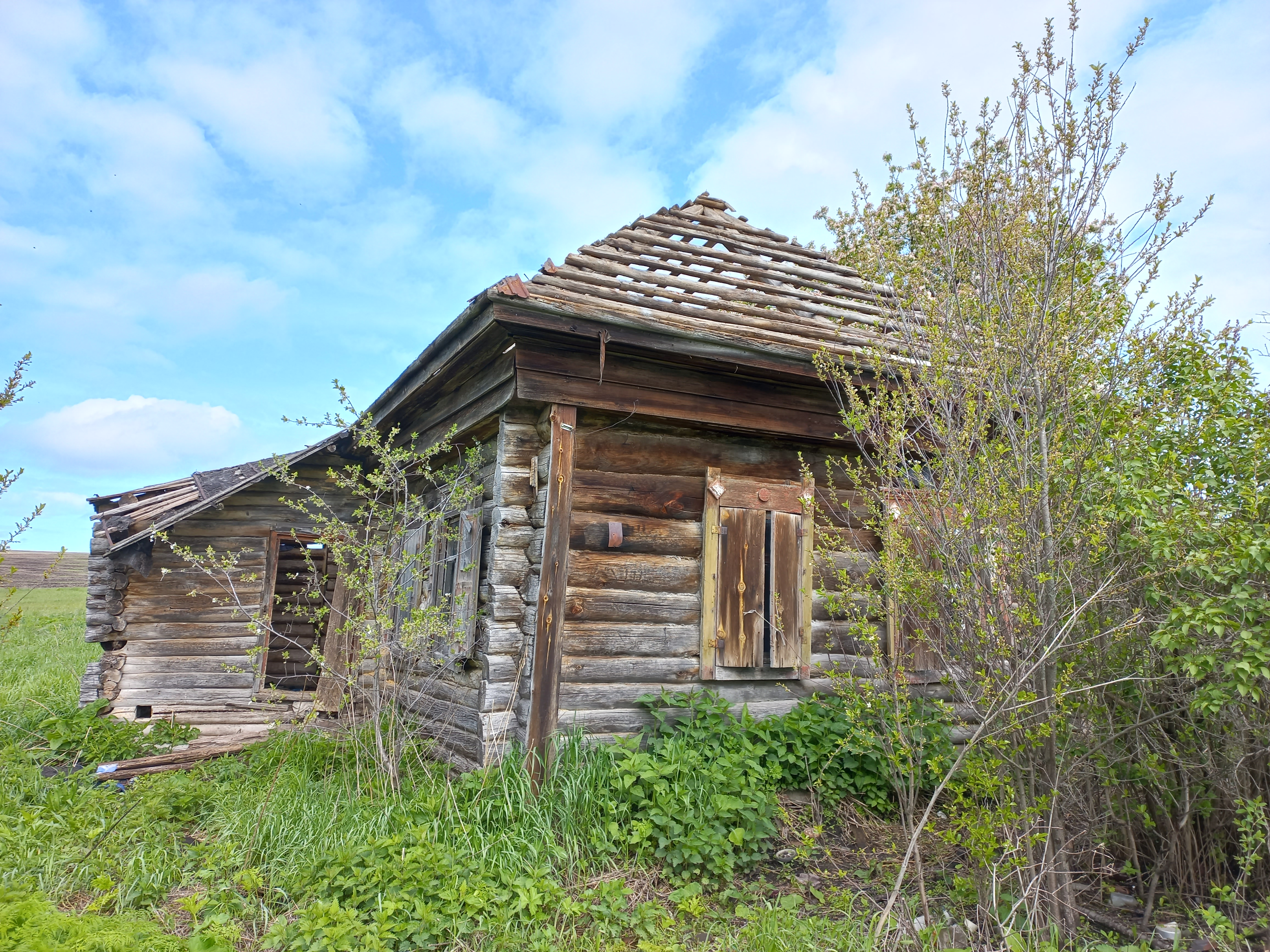
Адвокатовка в 2022 году